# Doğankent (district)
Doğankent is een Turks district in de provincie Giresun en telt 6.881 inwoners (2007). Het district heeft een oppervlakte van 122,9 km². Hoofdplaats is Doğankent.
De bevolkingsontwikkeling van het district is weergegeven in onderstaande tabel.
| 1997  | 2000  | 2007  |
| ----- | ----- | ----- |
| 7.319 | 7.477 | 6.881 |